# Battaglia di Courtrai (1918)
La battaglia di Courtrai (nota anche come seconda battaglia del Belgio o come battaglia di Roulers) fa parte di una serie di battaglie avvenute tra la Francia settentrionale ed il Belgio meridionale tra la fine di settembre e l'ottobre 1918.

## Premesse
Dopo lo sfondamento della Linea Hindenburg (vedi Quinta battaglia di Ypres), gli Alleati concepirono una strategia che prevedeva l'inseguimento dei tedeschi fin quando fosse possibile, prima cioè dell'arrivo delle piogge invernali. La presa di contatto con un terreno disagevole arrestò l'offensiva dei cento giorni subito dopo la quinta battaglia di Ypres. Comunque entro la metà di ottobre il Corpo d'armata delle Fiandre (G.A.F.), comandato dal re Alberto I del Belgio), e raggruppante dodici divisioni belghe, dieci inglesi (provenienti dalla Seconda armata del BEF) e sei francesi provenienti dalla Sesta Armata, era pronto a riprendere l'offensiva.

## Battaglie
L'offensiva iniziò il 14 ottobre e portò alla cattura di Roulers il giorno dopo. Entro il 17 ottobre Ostenda, Lilla e Douai furono  riconquistate; Bruges e Zeebrugge caddero entro il 19 ottobre, ed il giorno dopo gli attaccanti raggiunsero il confine olandese.

## Conseguenze
Entro la data dell'armistizio, la linea di fronte era stata avanzata per circa 45 miglia e correva da Terneuzen, a Gand, lungo il fiume Schelda ad Ath e da qui a Saint-Ghislain. Qui il fronte si connetteva al British Expeditionary Force sulla Somme.